# سایلنت هیلز
سایلنت هیلز (انگلیسی: Silent Hills) یک بازی ویدئویی لغو شده در سبک ترس و بقا است که توسط کونامی قرار بود برای کنسول پلی‌استیشن ۴ منتشر شود. این بازی به کارگردانی هیدئو کوجیما با همکاری گیرمو دل تورو به عنوان نهمین قسمت از مجموعه بازی‌های سایلنت هیل به‌شمار می‌رفت که توسط کوجیما پروداکشنز و بوسیله موتور فاکس توسعه یافته بود. هنرپیشه آمریکایی نورمن ریدس قرار بود به عنوان شخصیت اصلی بازی ایفای نقش کند.
این بازی در مراسم گیمزکام ۲۰۱۴ توسط هیدئو کوجیما و دل تورو رونمایی شد.
کوجیما اشاره داشت، از آنجایی که به بازیگری نورمن ریداس علاقه دارد شخصاً به ملاقات او رفته و از او خواسته در سایلنت هیلز به عنوان شخصیت اصلی ایفای نقش کند.
حرف S که به آخر عنوان SILENT HILL اضافه شده به معنی جمع کلمه ترس یا همان Scariness می‌باشد.

## توسعه

### P.T
تیزر پی.تی. در ۱۲ اوت ۲۰۱۴ ابتدا با شعار آیا معما را کشف خواهید کرد؟ توسط سونی معرفی شد که استودیو سازنده آن به‌طور نمادین 7780s نام گرفت.
دو حرف P.T مخفف دو کلمه Playable Teaser به معنای تیزر قابل بازی است. این تیزر در کنفرانس سونی در نمایشگاه گیمزکام ۲۰۱۴ به نمایش درآمد و بر روی شبکه پلی‌استیشن به‌طور رایگان و انحصاری برای پلی‌استیشن ۴ جهت دانلود قرار گرفت. بعد از اتمام این تیزر که مستلزم حل چندین معما است در نهایت عنوان سایلنت هیلز توسط نورمن ریداس رونمایی شد.